# Avnø Naturcenter
Avnø Naturcenter er et ubemandet naturcenter på halvøen Avnø mellem de to sydsjællandske byer Næstved og Vordingborg. Der er åbent døgnet rundt, så det altid er muligt at gå op i observationstårnet via den udendørs trappe.

## Historie

### 1930´erne
I årene 1931-1940 var Avnø marinens militære flyveskole.

### Under besættelsen
Under Anden verdenskrig, 1940-45, udbyggede og benyttede Luftwaffe flyvestationen.
I april 1945 var tyske flygtninge indkvarteret i bygningerne på Avnø. I krigens sidste dage blev Avnø brugt til indkvartering af i alt 1.026 tyske flygtninge; hvoraf 17 døde på Avnø.

### Den kolde krig
Efter 1945 blev Anvø igen flyveskole. Manglen på piloter førte i 1980’erne til en større udbygning af flyvestationen; den 25. januar 1993 fløj det absolut sidste fly fra Avnø.

### Nutiden
Den tidligere Flyvestation Avnø er nu omdannet til naturcenter og naturskole; som tilbyder naturformidling for børn. Det tidligere kontroltårn er nu observationstårn. Avnø Naturcenter åbnede i 2004.

## Udendørs
Navnet AVNØ NATURCENTER er nu skrevet på observationstårns yderside (se fotografiet). Der er mulighed for at spise medbragt mad.
Tæt på det tidligere kontroltårn starter Avnø Naturcenters planetsti, som fører ud til kysten.

## Dyrelivet ved naturcentret
Ved naturcentret er der flere vandhuller til glæde for frøer. Fra observationstårnet kan man med kikkert se bl.a. fugle og sæler; navnlig spættede sæler holder til tæt på Avnø. Ved Avnø Naturcenter kan man se såvel levende som døde sæler; man bør lade enhver sæl være i fred, opfordrer både Naturstyrelsen og Statens Serum Institut til.